# The Fabulous Wailers
The Wailers, conocidos también como The Fabulous Wailers, fue una banda estadounidense de rock originaria de Tacoma, Washington. Su mayor éxito fue "Tall Cool One", publicado en 1959. Son, a menudo, acreditados como la primera banda norteamericana de garage rock."

## Historia
El grupo se fundó, originalmente con el nombre de The Nitecaps, en 1958 por cinco amigos de la escuela; John Greek, a la guitarra rítmica y trompeta, Richard Dangel, a la guitarra solista, Kent Morrill, a los teclados, Mark Marush, al saxo y Mike Burk a la batería.
A finales de ese mismo año, la banda grabó su primera maqueta con un tema instrumental escrito por Dangel, Morrill y Greek, que llegó a manos de Clark Galehouse, del sello discográfico neoyoquino Golden Crest Records. A Galehouse le agradó la canción y fue regrabada por el grupo en Lakewood en febrero de 1959, bajo el título de "Tall Cool One". El sencillo alcanzó el puesto número 36 de la lista Billboard Hot 100 y el 24 de la lista R&B chart. Tras el éxito de la canción, la banda se trasladó a Nueva York para grabar un LP, The Fabulous Wailers, publicado en diciembre de 1959. Realizaron una actuación en el programa de Dick Clark, American Bandstand, y se embarcaron en una gira por todo el este de Estados Unidos. Una segunda canción instrumental, "Mau-Mau", alcanzó el puesto 68 de la lista Billboard Hot 100, pero su tercer sencillo, "Wailin'", no llegó a entrar en ninguna lista de éxitos.
La banda decidió regresar a Washington en vez de permanecer en Nueva York, como pretendía su discográfica, lo que provocó la rescisión de su contrato. En esos momentos, se unió al grupo como vocalista "Rockin' Robin" Roberts (Lawrence Fewell Roberts II), un carismático "frontman" que previamente había liderado a la banda rival de Tacoma, The Bluenotes. John Greek abandonó la formación en circunstancias enconadas y fue reemplazado por el bajista John "Buck" Ormsby. Ormsby, Morrill y Roberts fundaron el sello discográfico Etiquette Records y en 1961 publicaron su primer sencillo, una versión del "Louie Louie" de Richard Berry. Por motivos contractuales, el sencillo fue acreditado a Roberts, aunque fue interpretado por toda la banda. El disco fue un éxito a nivel local y fue distribuido a nivel nacional por Imperial Records, sin embargo no llegó a entrar en listas de éxitos. Sin embargo, su estilo y su carismático riff, inspiraron a otras bandas del área de Seattle, especialmente a The Kingsmen, a grabar el mismo tema.
The Wailers continuaron su carrera, ya a nivel local, y según Morrill, uno de sus mayores fans fue un joven Jimi Hendrix, que por aquel entonces comenzaba a tocar la guitarra. La presencia de Roberts a partir de esta época fue intermitente, ya que comenzó a estudiar en la Universidad de Washington y Universidad Estatal de Oregón, donde finalmente se licenció en bioquímica. Ocasionalmente, contaron con la colaboración de la cantante adolescente Gail Harris, especialmente en su álbum en vivo The Fabulous Wailers at the Castle, grabado en 1961, que fue descrito como "indudablemente uno de los más influyentes álbumes en la historia del rock and roll de Seattle". La banda publicó cuatro álbumes más con su sello Etiquette entre 1962 y 1966, así como una serie de exitosos sencillos. También contribuyeron al despegue discográfico de The Sonics, cuyos dos primeros álbumes fueron publicados por su discográfica.
Mark Marush abandonó la formación en 1962 y fue reemplazado por Ron Gardner, quien también contribuyó como cantante. Dangel y Burk dejaron el grupo en 1964 y fueron reemplazados por el guitarrista Neil Andersson y el batería Dave Roland. A la banda se les unió también un trío de coristas conocidas como The Marshans. En 1964, "Tall Cool One" fue reeditado por el sello Golden Crest, y nuevamente entró en las listas de éxitos, alcanzando el puesto 38 de Billboard Hot 100. En 1965, Roberts realizó su última grabación con el grupo, y en 1967, el guitarrista Neil Andersson fue reemplazado por Denny Weaver. Roberts falleció con 27 años en un accidente de automóvil a finales de 1967.
La banda se separó oficialmente en 1969 con Kent Morrill como único miembro permanente desde su fundación. Morrill, Dangel y Ormsby, junto a otros músicos, actuaron ocasionalmente durante la década de 1970 bajo el nombre de The Wailers. En 1979, se reunieron Burk, Gardner y Gail Harris para una actuación.

## Discografía

### Álbumes
- The Fabulous Wailers (Golden Crest, 1959)
- The Fabulous Wailers At The Castle (Etiquette, 1962)
- Wailers and Company (Etiquette, 1963)
- Tall Cool One (compilation, Imperial, 1964)
- Merry Christmas (junto a The Galaxies y The Sonics, Etiquette, 1965)
- Wailers, Wailers, Everywhere (Etiquette, 1965)
- Out of Our Tree (Etiquette, 1966)
- Outburst! (United Artists, 1966)
- Walk Thru The People (Bell, 1968)
- The Boys from Tacoma (recopilatorio, Etiquette, 1993)
- Two Car Garage (con The Ventures, Blue Horizon, 2009)

### Sencillos
- "Tall Cool One" (Golden Crest, 1959)
- "Mau-Mau" (Golden Crest, 1959)
- "Wailin'" (Golden Crest, 1960)
- "Louie Louie" (Rockin' Robin Roberts with the Wailers, Etiquette, 1961)
- "Mashi" (Etiquette, 1962)
- "Doin' the Seaside" (Etiquette, 1962)
- "We're Goin' Surfin'" (Etiquette, 1963)
- "Seattle" (Etiquette, 1963)
- "Frenzy" (Etiquette, 1964)
- "Don't Take It So Hard" (Etiquette, 1964)
- "You Don't Love Me" (Etiquette, 1965)
- "Dirty Robber" (Etiquette, 1965)
- "Out of Our Tree" (Etiquette, 1965)
- "It's You Alone" (Etiquette / United Artists, 1966)
- "Think Kindly Baby" (Etiquette / United Artists, 1966)
- "You Won't Lead Me On" (United Artists, 1966)
- "I'm Determined" (Viva, 1967)
- "You Can't Fly" (Bell, 1968)[19]